# Schütte (Schublade)

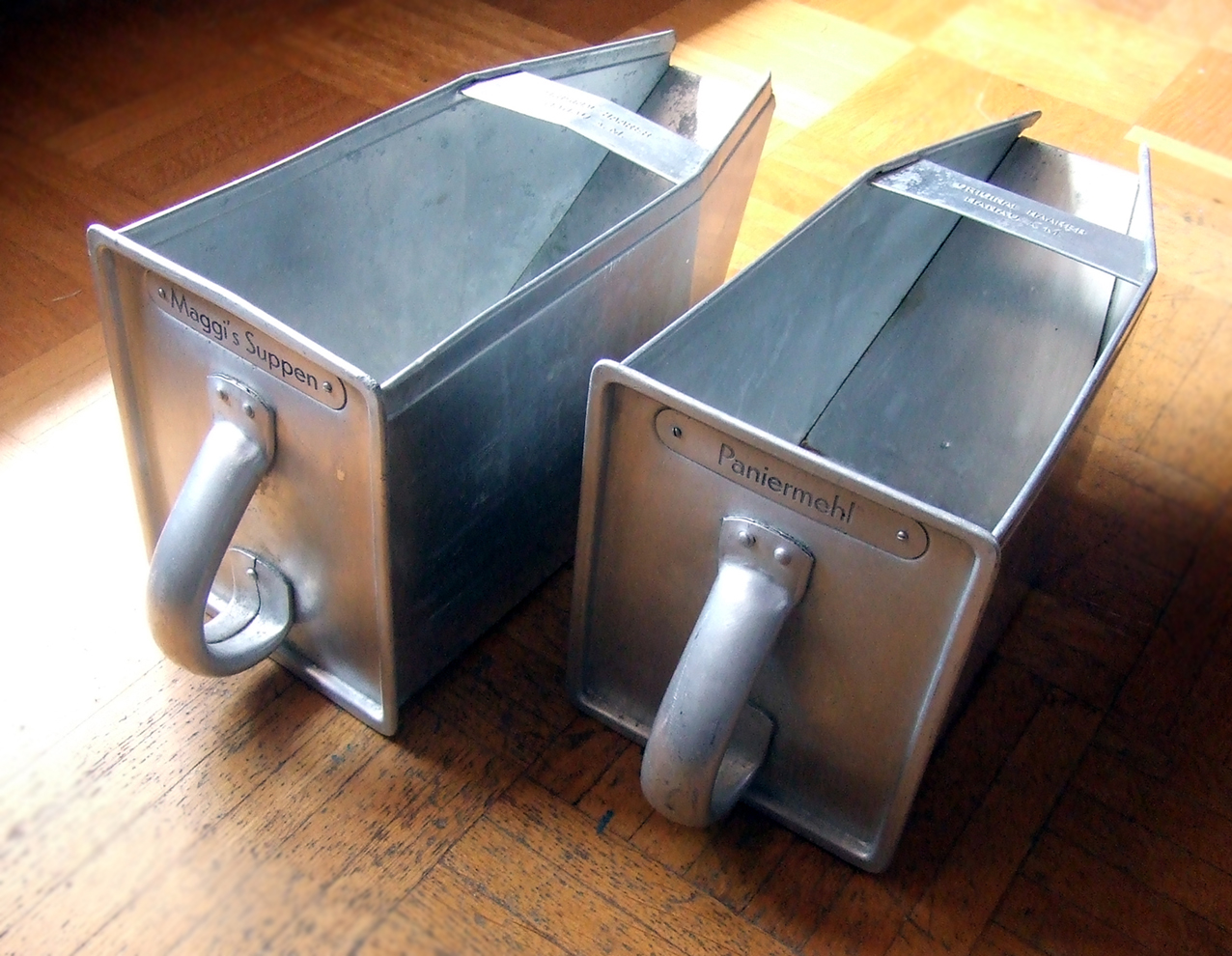
Aluminiumschütten der Frankfurter Küche

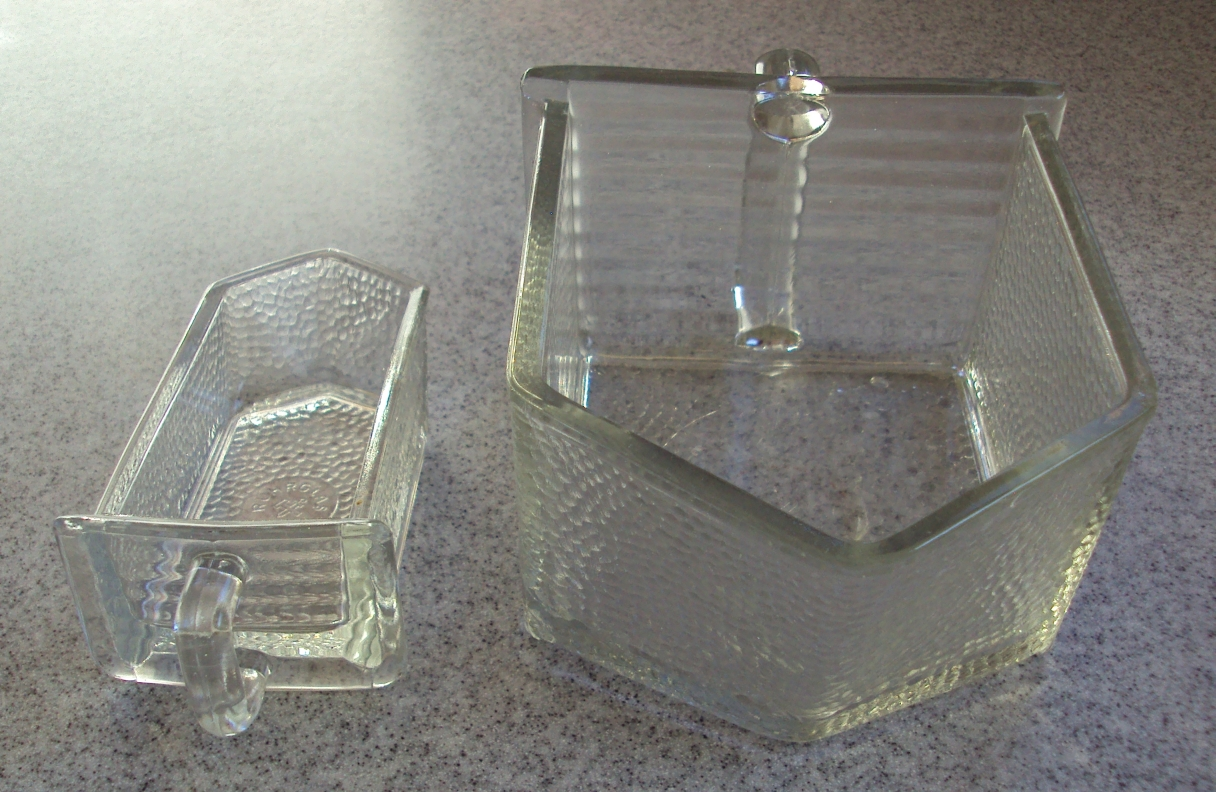
Glasschütten von Ruhrglas
1950er Jahre (0,15 l, 1,0 l)

Als Schütte bezeichnet man eine Schublade, die vorne spitz zuläuft und rückseitig mit einem Griff versehen ist. Entwickelt und 1926 unter dem Namen Haarer-Schütte zum Gebrauchsmuster angemeldet wurde die Schütte von Otto Haarer. Die berühmteste Anwendung war in der Frankfurter Küche, die von Margarete Schütte-Lihotzky entworfen wurde.
Schütten waren bis zum Aufkommen kleiner Verpackungseinheiten fester Bestandteil der Küchenkultur. Küchenausstattungen, insbesondere Küchenschränke des sogenannten Gelsenkirchener Barock, waren meist zur Aufbewahrung häufig genutzter Kochzutaten mit mehreren im Schrank oder unter einem mittigen Regalbrett angebrachten Schütten (Schüttenkasten) aus Glas oder Porzellan – mit aufgemalter Beschriftung – versehen. Dort dienten sie zur Aufbewahrung von Mehl, Zucker, Salz, Erbsen und anderem Schüttgut oder – mit Maßangaben versehen – als Hohlmaße.
Heutzutage findet man Schütten fast nur noch in Großküchen.